# Spirobolus corvinus
Spirobolus corvinus är en mångfotingart som beskrevs av Koch 1865. Spirobolus corvinus ingår i släktet Spirobolus och familjen Spirobolidae. Inga underarter finns listade i Catalogue of Life.